# True at First Light
True at First Light is een boek van de Amerikaanse schrijver Ernest Hemingway over de Oost-Afrikaanse safari die hij in 1953-1954 ondernam met zijn vrouw Mary.
Het boek werd in 1999 uitgebracht, honderd jaar na zijn geboorte, en kreeg in de populaire pers overwegend lauwe tot negatieve reacties. Dit wakkerde de literaire controverse aan of het wel gewenst was om een boek van een overleden auteur te bewerken en uit te geven. In tegenstelling tot de populaire pers vinden literaire critici het doorgaans wel een complexe en waardige aanvulling van de Hemingway-canon.